# سلسلة جبال المخارة

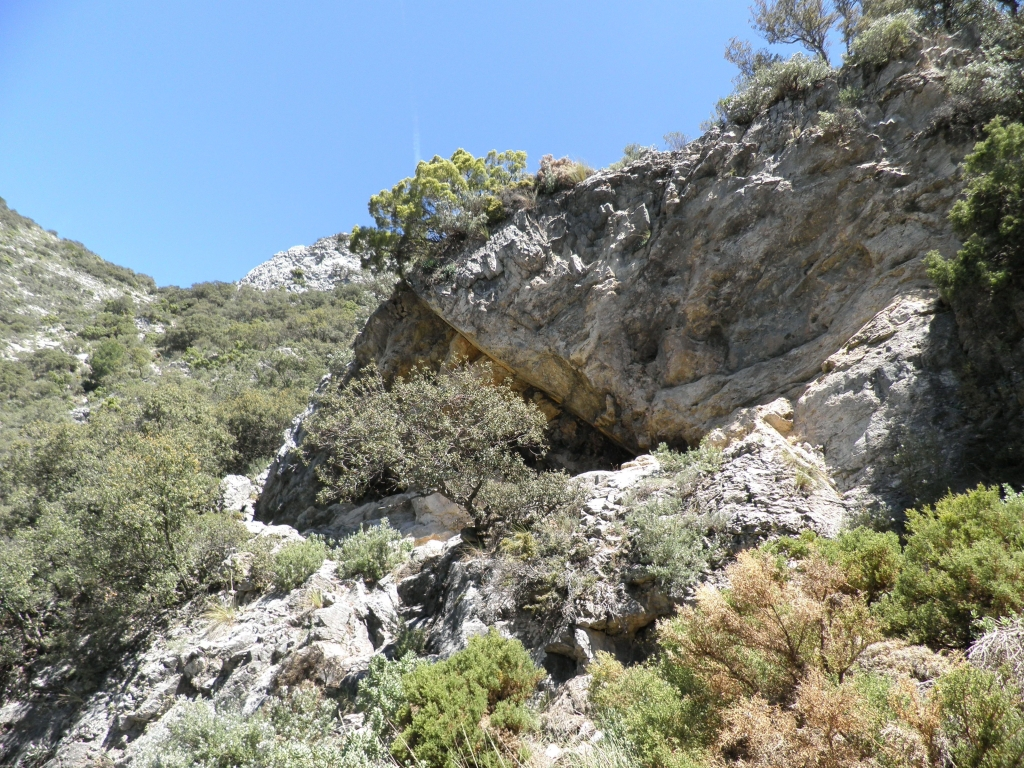
سفح الجبل

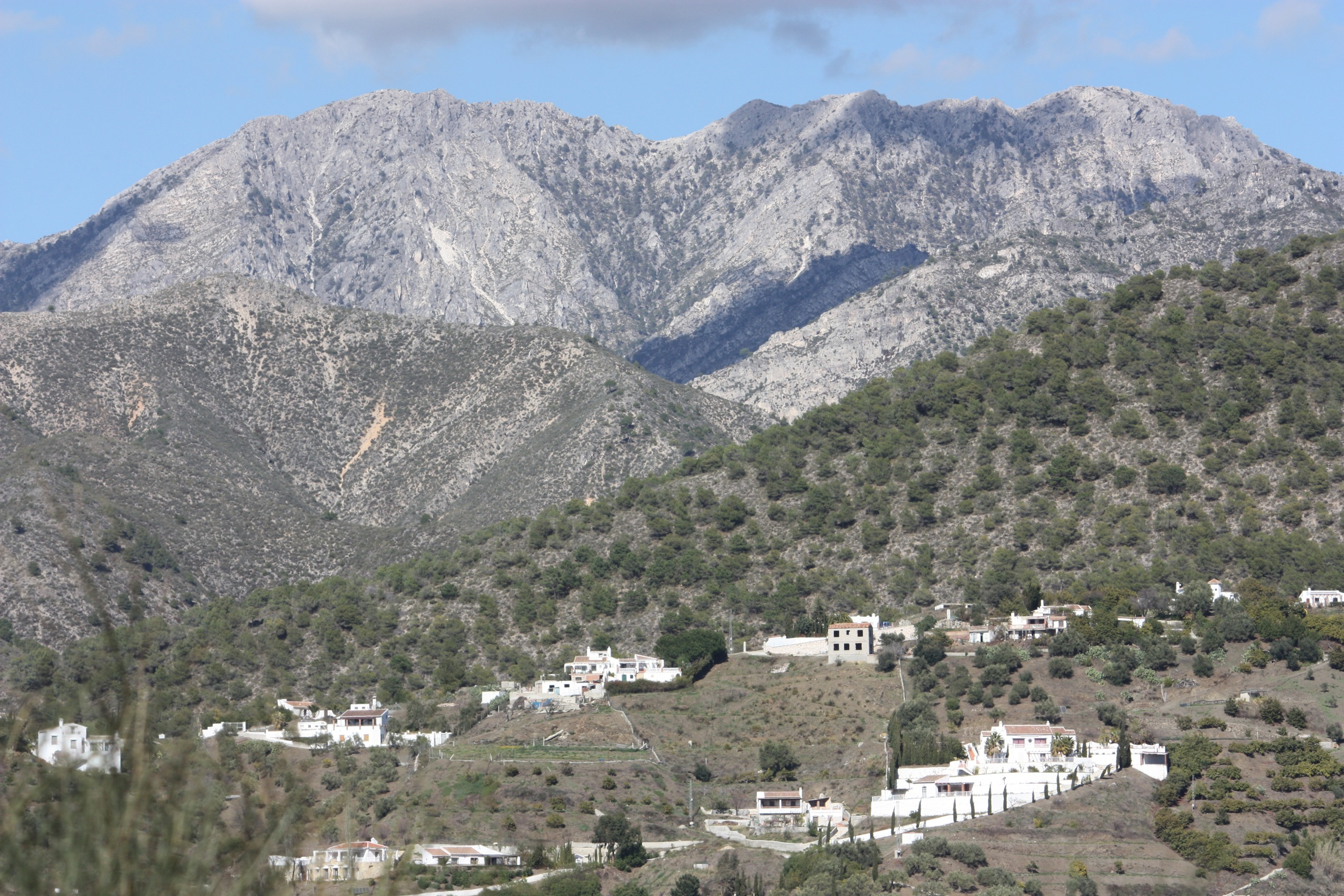
طرش وجبال المخارة خلفها

سلسلة جبال المِخَارة أو (نقحرة: سييرا دي ألميجارا) هي سلسلة جبال تقع في مقاطعتي غرناطة ومالقة في جنوب إسبانيا. الصخور هي أساسا من الرخام ما يعطي اللون الأبيض أو الرمادي للحواف الضيقة والوديان العميقة. النطاق محمي في الغالب بواسطة منتزه سلاسل جبال تخيدة والمخارة والحمة الطبيعي.
تشكل سلسلة جبال تخيدة والمخارة نطاقًا واحدًا يبلغ حوالي 40 كيلومتر (25 ميل) غرب جبل الثلج.  تشكل الجبال حاجزًا بين الساحل والداخل.  يغطي منتزه سلاسل جبال تخيدة والمخارة والحمة الطبيعي 40,657 هكتار (100,470 أكر) . تحتوي المنتزه الوطني على جبال سلسلة جبال تخيدة و سلسة جبال المخارة في الشرقة في مقاطعة مالقة والحمة في جنوب غرب مقاطعة غرناطة. 